# Cratere Seima
Seima è un cratere sulla superficie di Ganimede.